# Eurytoma celsa
Eurytoma celsa är en stekelart som beskrevs av Bugbee 1945. Eurytoma celsa ingår i släktet Eurytoma och familjen kragglanssteklar.
Artens utbredningsområde är Guatemala. Inga underarter finns listade i Catalogue of Life.